# 이집트틈새얼굴박쥐
이집트틈새얼굴박쥐(Nycteris thebaica)는 틈새얼굴박쥐과에 속하는 박쥐의 일종이다. 아프리카 전역과 중동에 널리 분포하고 있으며, 6종의 아종이 알려져 있다.

## 아종
- N. t. adana
- N. t. albiventer
- N. t. capensis
- N. t. damarensis
- N. t. najdiya
- N. t. thebaica